# Antoni Casanova Estorach
Antoni Salvador Casanova i Estorach (Tortosa, Baix Ebre, 9 d'agost de 1847 - París, 22 de desembre de 1896) fou un pintor català, d'un estil que es pot emmarcar en el costumisme romàntic.
Antoni Casanova conegué l'èxit, però no va arribar a explotar totes les seves facultats, igualment com ocorregué amb el seu contemporani Marià Fortuny.
Es va formar amb Claudio Lorenzale i Federico de Madrazo. Com Fortuny, Eduardo Zamacois y Zabala o Eugenio Lucas Velázquez, Casanova es va moure en un puixant? estil dintre de l'academicisme conservador predominant a Europa, i la seva tècnica va ser més polida que la de Marià Fortuny.
Potser per condicionants del mercat, s'especialitzà en formats petits, generalment temes historicistes i de folklore. Es va traslladar a París bastant jove; el seu gravat Andalouses, datat el 1877, es va publicar allí.
Un altre dels temes predominants en aquest artista són les escenes de monjos, cardenals i altres eclesiàstics mirant picardiosament dones joves.

## Localització d'obra
No és fàcil localitzar l'obra d'Antoni Casanova, ja que resta amagada en l'anonimat de diverses col·leccions particulars, tant catalanes com estrangeres. Se’n poden esmentar, però, algunes de les seves pintures que agrupem per museus: 
- el Museu del Prado en té, entre els fons del segle xix, un únic quadre: Sant Ferran, rei d'Espanya (1886; 300 x 468 cm; catàleg P5611).
- el Museu Nacional d'Art de Catalunya (MNAC) en custodia dues obres: Joan de Fivaller reivindicant els furs de la ciutat (de Barcelona) davant de Ferran d'Antequera, malalt (1875; 137 x 182 cm, catàleg 10733, Palau Reial de Pedralbes, Barcelona) i Entrada del Rei Carles V al monestir de Yuste (1889; 432 x 650 cm, catàleg 10757, no exposat).
- el Meadows Museum de Dallas (Texas, EUA) té, entre els seus fons, Els favorits de la cort (1887; 88,3 x 130,8 cm; cat. MM.65.12) i el Museu de Brooklyn, a Nova York, compta amb una altra pintura de l'any 1886: Monjo tastant vi.
- el Museu Nacional de Belles Arts (MNBA-Neuquén) té una tela, donació d'Àngel Roverano: L'aficionat; 50 x 42 cm.
- a l'Ajuntament de Tortosa es localitzen dos obres que corresponen als retrats (1871; 195 x 135 cm) del pintor i orfebre Josep Masriera i Manovens i de la seua esposa Clotilde Rosés i Ricart; foren adquirits a un antiquari el 1978 i es troben a les escales d'accés al primer pis de la casa consistorial.
- al Museu de Tortosa hi ha l'oli Aparició, datat a París l'any 1881, i el quadre Carles V i Ticià (1878; 300 x 480 cm) cedit el juny de 2000 per la Generalitat de Catalunya, procedent del Palau Marc de Barcelona. Des del 1900 i fins al 1938, el Museu municipal de Tortosa acollí el llenç titulat Els darrers moments de Felip II (1885; 400 x 600 cm), de desconegut parador en l'actualitat.
- al Consell Comarcal del Baix Ebre des de novembre de 2019 es pot veure Jesús predicant als nens, un llenç de la primera època del pintor cedit per la família Julve-Villó.[1]

Finalment, el llenç historicista El Rey Alfonso VIII arengando sus huestes antes de la batalla de las Navas de Tolosa, que havia estat propietat del comerciant Josep Vidal i Ribas, fou subhastat el novembre de 1986 per 1 100 000 pessetes (1878, 124 x 178 cm), i roman en una ubicació ignorada des d'aleshores.